# Falatório
Falatório foi um programa de informação, que juntava entrevistas e debates, transmitido pela RTP2 entre 1996 e 1998. Paula Moura Pinheiro, Pedro Rolo Duarte, Clara Ferreira Alves, Francisco José Viegas, José Manuel Barroso, Catarina Portas e, mais tarde, Anabela Mota Ribeiro, foram os entrevistadores de serviço, cada um deles procurando tratar uma área em especial, com convidados ligados à cultura, política e desporto.